# Nicole Sifuentes
Nicole Edwards Sifuentes (Winnipeg, 30 giugno 1986) è una mezzofondista canadese.

## Palmarès
| Anno | Manifestazione          | Sede           | Evento       | Risultato  | Prestazione | Note                                     |
| ---- | ----------------------- | -------------- | ------------ | ---------- | ----------- | ---------------------------------------- |
| 2014 | Mondiali indoor         | Sopot          | 1500 m piani | Bronzo     | 4'07"61     | Record nazionale                         |
| 2014 | Giochi del Commonwealth | Glasgow        | 1500 m piani | 4ª         | 4'10"48     |                                          |
| 2015 | Giochi panamericani     | Toronto        | 1500 m piani | Argento    | 4'09"13     |                                          |
| 2015 | Mondiali                | Pechino        | 1500 m piani | Batteria   | 4'12"82     |                                          |
| 2015 | Mondiali                | Pechino        | 5000 m piani | Batteria   | 15'50"99    |                                          |
| 2016 | Mondiali indoor         | Portland       | 1500 m piani | Batteria   | 4'17"24     | Miglior prestazione personale stagionale |
| 2016 | Giochi olimpici         | Rio de Janeiro | 1500 m piani | Semifinale | 4'08"53     |                                          |
| 2017 | Mondiali                | Londra         | 1500 m piani | Semifinale | 4'07"92     |                                          |
| 2018 | Campionati NACAC        | Toronto        | 1500 m piani | 5ª         | 4'18"77     |                                          |